# الرماضين
الرماضين أو عرب الرماضينة هي إحدى قرى محافظة الخليل، وتقع إلى الجنوب الغربي منها، يحدها من الشرق الشارع الرئيسي الواصل بين بئر السبع والخليل، ومن الشمال بلدة الظاهرية، وأراضي دورا، ومن الغرب الخط الأخضر وترتفع 565 متر عن سطح البحر ويديرها مجلس قروي منذ عام 1997.

## السكان
يبلغ عدد السكان في قرية الرماضين 4120 نسمة في عام 2017 حسب الجهاز المركزي للإحصاء الفلسطيني. ويوجد في الرماضين خمس مدارس عيادتان صحيتان ونادي رياضي ومجلس قروي، إضافة إلى ثلاثة مساجد وعدد من الأماكن الأثرية والتاريخية، مثل دير القادي ودير الهوى وكنيسة عسيلة.

## الموقع
تقع الرماضين أقصى جنوب الخليل وشمال مدينة بئر السبع وغربها الخط الغربي وشمالها بلدة الظاهرية والبرج مع الشمال الغربي. البلدة تفترش أكثر من سبع تلال تغطي مساحة واسعة، وتنتشر عليها بيوت متباعدة، لتشكل ديموغرافيا بلدة منخفضة الازدحام، وتشرف على سهل يقع إلى الجنوب منها، الجزء الأكبر منه داخل الخط الأخضر، وجزء يسير أفلت من جدار الفصل العنصري، ومن قمة التلال التي تقع عليها يمكن رؤية بلدات حورة واللقية ورهط العربية في النقب، ومستعمرات ميتار وخويلفة. يخاطرون سكانها بالتسلل مشياً على الأقدام للعمل في المزارع المقامة على أراضيهم، لتأمين قوتهم وقوت أسرهم، في ظل أوضاع اقتصادية بالغة الصعوبة.

## الأوضاع المعيشية
تعاني القرية من نقص حاد في المياه، الأمر الذي له أثر كبير على الثروة الحيوانية والزراعية التي تعدّ المصدر الرئيس لسكان القرية.  ولم توصل القرية بشبكة المياه التابعة لوزارة الحكم المحلي الفلسطيني، وهي تزود بالمياه من شبكة المياه الإسرائيلية (ميكروت) منذ العام 1998م، والتي تزود القرية بكمية لا تكفيها لأيام معدودة، الأمر الذي يدفع سكان القرية إلى التزوّد بالمياه من خلال صهاريج خاصة. وأن البلدة تعاني أيضا من انعدام شبكات الصرف الصحي ونظام جمع النفايات الصلبة، الأمر الذي يدفع المواطنين إلى التخلص من هذه النفايات عبر حرقها في الأماكن المفتوحة، وهذا بدوره يعمل على تلويث البيئة ويؤثر بشكل طبيعي على الأراضي الزراعية. 

## سبب التسمية
سكان عرب الرماضين هم في الأصل من بدو مدينة بئر السبع، ومع حلول النكبة عام 1948، اضطروا للخروج من أراضيهم ومساكنهم، ليستقروا على مقربة من بيوتهم في أراضٍ تتبع لقرية الظاهرية؛ آملين بالعودة إلى ممتلكاتهم ومنازلهم. ورفضوا إنشاء أي مسكن في تلك القرية، وعاشوا في الخيام فترات طويلة، لكن بعد حلول النكسة وسيطرة قوات الاحتلال على باقي مدن الضفة الغربية اضطر السكان إلى إنشاء المنازل والبيوت والمنشآت الاقتصادية والاستقرار في هذه القرية التي أطلق عليها عرب الرماضين نسبة إلى جدهم الأول (رمضان)، حيث تضم القرية عائلات الزغارنة والشعور والفريحات والمليحات والرغمات والسواعدة والدغاغمة والمسامرة.

## الإستيطان الإسرائيلي في القرية
استطاع أهالي القرية بفعل صمودهم وثباتهم وانتشارهم على أكبر قدر من المساحة الجغرافية في وقف التمدد الاستيطاني ومصادرة الأراضي، ليقفوا عقبة أمام الاحتلال في كل مشاريعه القائمة على ابتلاع الأرض من أجل زيادة عدد المستوطنات في مناطق الجنوب الفلسطيني.  القرية محاطة من الشرق والجنوب والغرب بخمس مستوطنات؛ فمن الشمال والشرق يوجد طريقان التفافيان، ومن الشرق والجنوب والغرب يحيطها جدار الفصل العنصري، وتخضع القرية لحاجزين عسكريين "إسرائيليين" بشكل دائم، وثلاثة حواجز من السواتر الترابية والكتل الإسمنتية.  وبلغت مساحة الأراضي التي صادرتها سلطات الاحتلال لأجل بناء المستوطنات والقواعد العسكرية ما يقارب 8500 دونم من اراضي البلدة ودمرت وهدمت عشرات المنازل واقتلعت 150 شجرة زيتون و100 شجرة لوز، أهالي البلدة واجهوا هذه الحملة الشرسة من عدة سنوات بإقامة وإنشاء الأبنية السكنية والمرافق الحيوية داخل القرية بشكل عرضي ومتباعد بنسبة كبيرة عن بعض، لتصبح هذه التجمعات منتشرة على مساحات واسعة من الأراضي التي يطمع الاحتلال بها لمصادرتها وضمها خلف الجدار العنصري سكان عرب الرماضين استطاعوا من خلال هذا الأسلوب في البناء الصمودَ في وجه السياسات العنصرية التي تفرضها سلطات الاحتلال بحق القرية وسكانها وتحملهم العقبات الاقتصادية والمعيشية كافة، والحفاظ على ما يقارب 35 ألف دونم من المصادرة وبناء المستوطنات عليها.  